# Stipe Miočić
Stipe Miočić (Euclid, 19 de agosto de 1982) é um bombeiro e ex-lutador profissional de artes marciais mistas (MMA) croata-americano. Miocic foi seis vezes campeão mundial Peso-Pesado pelo UFC. Além disso, Miocic também atua como bombeiro em Ohio.

## Início
Miočić jogou baseball e futebol americano e competiu no wrestling pela Eastlake North High School
Miočić ajudou seu time de baseball no campeonato regional, marcando 14 doubles, 4 triples, 7 home runs e 43 RBI.

## Carreira no MMA
Miočić foi campeão do Golden Gloves e da 1ª divisão do NCAA Wrestling. Sua estreia no MMA foi em 20 de fevereiro de 2010 no NAAFS - Caged Fury 9, Miočić venceu Corey Mullis por Nocaute Técnico.
Miočić ganhou o cinturão no NAAFS - Fight Night in the Flats 7 em 4 de junho de 2011 contra Bobby Brents, Miocic venceu com inúmeros chutes.

### Ultimate Fighting Championship
Poucos dias após ganhar o cinturão do NAAFS, foi anunciado que Miočić lutaria no UFC.
Miočić fez sua estreia no UFC contra Joey Beltran no UFC 136, Miocic venceu por decisão unânime.
Miočić venceu Phil De Fries no UFC on Fuel TV: Sanchez vs. Ellenberger por nocaute técnico aos 0:43 do primeiro round.
Miočić venceu o estreante Shane del Rosário em 26 de Maio de 2012 no UFC 146 por nocaute técnico aos 3:14 do segundo round.
Miočić sofreu a sua primeira derrota contra Stefan Struve em 29 de Setembro de 2012 no UFC on Fuel TV: Struve vs. Miocic por Nocaute Técnico aos 3:50 do segundo round.
Miočić venceu o experiente Roy Nelson em 15 de Junho de 2013 no UFC 161 por Decisão Unânime.
Miočić enfrentou o veterano do UFC Gabriel Gonzaga em 25 de Janeiro de 2014 no UFC on Fox: Henderson vs. Thomson. Ele venceu por Decisão Unânime.
Ele era esperado para enfrentar o ex-campeão Junior dos Santos em 24 de Maio de 2014 no UFC 173, mas devido a uma lesão de Wanderlei Silva, que faria o evento principal do UFC Fight Night: Sonnen vs. Wanderlei, a luta entre Miocic e Cigano foi movida para o evento de 31 de Maio de 2014. Porém, Cigano se lesionou e foi substituído por Fábio Maldonado, meio-pesado que aceitou a luta na condição de peso pesado. Miocic derrotou Maldonado por nocaute técnico em apenas 35 segundos de luta.
Miočić enfrentou Júnior dos Santos em 13 de Dezembro de 2014 no UFC on Fox: dos Santos vs. Miocic e foi derrotado por decisão unânime em uma luta em que o resultado dividiu a opinião da mídia especializada.
Miočić enfrentou o veterano Mark Hunt em 9 de Maio de 2015 no UFC Fight Night: Miocic vs. Hunt com uma postura agressiva, lutando de modo impecável derrotou com facilidade o duríssimo Hunt por nocaute técnico no quinto round.
Miocic era esperado para enfrentar Ben Rothwell em 24 de Outubro de 2015 no UFC Fight Night: Poirier vs. Duffy. No entanto, uma lesão próxima ao dia do evento tirou Miocic do evento, e Rothwell também foi retirado do card.

#### Disputa de título
Miočić enfrentou ex-campeão Andrei Arlovski em 2 de Janeiro de 2016 no UFC 195. Miocic nocauteou “pitbull” ainda nos primeiros segundos, faturando o prêmio de performance da noite. Depois da luta, intimou Dana White, exigindo o titleshot aos berros, ainda do octógono.
Com a lesão de Caín Velásquez, Miocic ganhou seu prometido titleshot, que ocorreria no dia 6 de fevereiro, no UFC 196 . Porém a luta foi cancelada após Fabricio Werdum apresentar uma lesão no dedo do pé.

#### Cinturão dos Pesados
Miočić conquistou o título peso pesado do UFC após uma boa demonstração de seu boxe ao vencer o ex-campeão Fabrício Werdum pelo Cinturão Peso Pesado do UFC no UFC 198 em Curitiba. Com um nocaute (soco cruzado de direita) Miocic calou todos os 45 mil brasileiros na Arena da Baixada.

#### Perda do Cinturão
Miočić foi derrotado por Francis Ngannou com um nocaute avassalador no segundo round e perde seu Cinturão Peso Pesado do UFC no UFC 260.

## Campeonatos e realizações
- Baseball
  - Campeão da temporada regular universitária (2005) [8]

- Boxe
  - Campeão Golden Gloves (2009)[9]

- Ultimate Fighting Championship
  - Campeão do peso-pesado do UFC (duas vezes)
    - Quatro defesas de cinturão (vs. Alistair Overeem, Júnior dos Santos, Francis Ngannou e Daniel Cormier)

  - Luta da noite (três vezes) vs. Stefan Struve, Júnior dos Santos e Alistair Overeem
  - Performance da Noite (quatro vezes) vs. Fábio Maldonado, Andrei Arlovski, Fabrício Werdum e Daniel Cormier
  - Nocaute da Noite (uma vez) vs Philip De Fries
  - Maior número de golpes aterrissados em uma luta (361) vs. Mark Hunt
  - Mais defesas de cinturão na história do Peso Pesado do UFC (4)

## Cartel no MMA
| Cartel no MMA |             |            |
| 25 lutas      | 20 vitórias | 5 derrotas |
| Por nocaute   | 15          | 4          |
| Por decisão   | 5           | 1          |

| Res.    | Cartel | Oponente          | Método                                                | Evento                                  | Data       | Round | Tempo | Local                    | Notas |
| ------- | ------ | ----------------- | ----------------------------------------------------- | --------------------------------------- | ---------- | ----- | ----- | ------------------------ | --- |
| Derrota | 20-5   | Jon Jones         | Nocaute Técnico (chute rodado no corpo e cotoveladas) | UFC 309: Jones vs. Miocic               | 16/11/2024 | 3     | 4:29  | Nova Iorque, Nova Iorque | Pelo Cinturão Peso Pesado do UFC; Após a luta anunciou a sua aposentadoria.                                                    |
| Derrota | 20-4   | Francis Ngannou   | Nocaute (soco)                                        | UFC 260: Miocic vs. Ngannou 2           | 27/03/2021 | 2     | 0:52  | Las Vegas, Nevada        | Perdeu o Cinturão Peso Pesado do UFC.                                                                                          |
| Vitória | 20-3   | Daniel Cormier    | Decisão (unânime)                                     | UFC 252: Miocic vs Cormier III          | 15/08/2020 | 5     | 5:00  | Las Vegas, Nevada        | Defendeu o Cinturão Peso Pesado do UFC; Igualou o recorde de vitórias em lutas valendo o cinturão (6).                         |
| Vitória | 19-3   | Daniel Cormier    | Nocaute Técnico (socos)                               | UFC 241: Cormier vs. Miocic II          | 17/08/2019 | 4     | 4:09  | Anaheim, Califórnia      | Ganhou o Cinturão Peso Pesado do UFC; Performance da Noite; Reviravolta do Ano (2019).                                         |
| Derrota | 18-3   | Daniel Cormier    | Nocaute (socos)                                       | UFC 226: Miocic vs. Cormier             | 07/07/2018 | 1     | 4:33  | Las Vegas, Nevada        | Perdeu o Cinturão Peso Pesado do UFC.                                                                                          |
| Vitória | 18-2   | Francis Ngannou   | Decisão (unânime)                                     | UFC 220: Miocic vs. Ngannou             | 20/01/2018 | 5     | 5:00  | Boston, Massachusetts    | Defendeu o Cinturão Peso Pesado do UFC. Quebrou o recorde de defesas do Cinturão Peso Pesado do UFC (3).                       |
| Vitória | 17-2   | Júnior dos Santos | Nocaute Técnico (socos)                               | UFC 211: Miocic vs. Dos Santos II       | 13/05/2017 | 1     | 2:22  | Dallas, Texas            | Defendeu o Cinturão Peso Pesado do UFC. Performance da Noite. Igualou o recorde de defesas do Cinturão Peso Pesado do UFC (2). |
| Vitória | 16-2   | Alistair Overeem  | Nocaute (socos)                                       | UFC 203: Miocic vs. Overeem             | 10/09/2016 | 1     | 4:27  | Cleveland, Ohio          | Defendeu o Cinturão Peso Pesado do UFC; Luta da Noite.                                                                         |
| Vitória | 15-2   | Fabrício Werdum   | Nocaute (soco)                                        | UFC 198: Werdum vs. Miocic              | 14/05/2016 | 1     | 2:47  | Curitiba                 | Ganhou o Cinturão Peso Pesado do UFC; Performance da Noite                                                                     |
| Vitória | 14-2   | Andrei Arlovski   | Nocaute Técnico (socos)                               | UFC 195: Lawler vs. Condit              | 02/01/2016 | 1     | 0:54  | Las Vegas, Nevada        | Performance da Noite. |
| Vitória | 13-2   | Mark Hunt         | Nocaute Técnico (socos)                               | UFC Fight Night: Miocic vs. Hunt        | 09/05/2015 | 5     | 2:47  | Adelaide                 | Bateu o Recorde de mais golpes desferidos (365) e de maior diferença de golpes acertados em relação ao adversário.             |
| Derrota | 12-2   | Júnior dos Santos | Decisão (unânime)                                     | UFC on Fox: dos Santos vs. Miocic       | 13/12/2014 | 5     | 5:00  | Phoenix                  | Luta da Noite. |
| Vitória | 12-1   | Fábio Maldonado   | Nocaute Técnico (socos)                               | UFC Fight Night: Miocic vs. Maldonado   | 31/05/2014 | 1     | 0:35  | São Paulo                | Performance da Noite. |
| Vitória | 11-1   | Gabriel Gonzaga   | Decisão (unânime)                                     | UFC on Fox: Henderson vs. Thomson       | 25/01/2014 | 3     | 5:00  | Chicago                  | |
| Vitória | 10-1   | Roy Nelson        | Decisão (unânime)                                     | UFC 161: Evans vs. Henderson            | 15/06/2013 | 3     | 5:00  | Winnipeg                 | |
| Derrota | 9-1    | Stefan Struve     | Nocaute Técnico (socos)                               | UFC on Fuel TV: Struve vs. Miocic       | 29/09/2012 | 2     | 3:50  | Nottingham               | Luta da Noite. |
| Vitória | 9-0    | Shane del Rosario | Nocaute Técnico (cotoveladas)                         | UFC 146: Dos Santos vs. Mir             | 26/05/2012 | 2     | 3:14  | Las Vegas                | |
| Vitória | 8-0    | Phil De Fries     | Nocaute (socos)                                       | UFC on Fuel TV: Sanchez vs. Ellenberger | 15/02/2012 | 1     | 0:42  | Omaha                    | |
| Vitória | 7-0    | Joey Beltran      | Decisão (unânime)                                     | UFC 136: Edgar vs. Maynard III          | 08/10/2011 | 3     | 5:00  | Houston                  | Estreia no UFC. |
| Vitória | 6-0    | Bobby Brents      | Nocaute Técnico (chutes nas pernas)                   | NAAFS - Fight Night in the Flats        | 04/06/2011 | 2     | 4:28  | Cleveland                | Ganhou o Título do NAAFS. |
| Vitória | 5-0    | William Penn      | Nocaute (socos)                                       | NAAFS - Caged Vengeance                 | 16/04/2011 | 1     | 2:23  | Cleveland                | Pelo desafiante n°1 do título do NAAFS.                                                                                        |
| Vitória | 4-0    | Gregory Maynard   | Nocaute Técnico (socos)                               | NAAFS - Night of Champions              | 04/12/2010 | 2     | 1:44  | Cleveland                | |
| Vitória | 3-0    | Jeremy Holm       | Nocaute (socos)                                       | NAAFS - Rock Rumble                     | 28/08/2010 | 1     | 1:36  | Cleveland                | |
| Vitória | 2-0    | Paul Barry        | Nocaute Técnico (socos)                               | Moosin: God of Martial Arts             | 21/05/2010 | 2     | 1:30  | Worcester                | |
| Vitória | 1-0    | Corey Mullis      | Nocaute Técnico (socos)                               | NAAFS - Caged Fury                      | 20/02/2010 | 1     | 0:17  | Cleveland                | |